# Rrakala
Rrakala è il secondo album in studio del cantautore australiano Geoffrey Gurrumul Yunupingu, pubblicato nel 2011.

## Tracce
1. Gopuru – 3:48
2. Mala Rrakala – 4:32
3. Bayini – 4:39
4. Baru – 5:04
5. Ya Yawirriny – 4:42
6. Djilawurr – 4:04
7. Warwu – 8:27
8. Djotarra – 6:43
9. Bakitju – 5:52
10. Djomula – 5:45
11. Wulminda – 5:37
12. Banbirrngu – 5:10

## Premi
- ARIA Music Awards
  - 2011 - "Best World Music Album"